# 束一的性質
束一的性質（そくいつてきせいしつ、英: Colligative properties）とは、希薄溶液における相平衡の性質で、存在する溶質分子の数だけに依存する性質である。
高分子化合物などの（平均）分子量を、束一的性質に基づいて、沸点上昇、凝固点降下、浸透圧の変化量をもとに決定することが可能である。

## 概要
溶質を溶媒に溶かすと溶媒の化学ポテンシャルが減少することを原因として、蒸気圧降下、沸点上昇、凝固点降下、浸透圧といった現象が引き起こされる。溶質の濃度が十分に低ければ、溶媒の化学ポテンシャルの強度は溶質の種類に依存しなくなるため、束一的性質をもつ現象は溶質の種類によらずモル濃度（より正確には質量モル濃度またはモル分率）の大小でその強度が決定付けられる。
溶液中の溶媒の化学ポテンシャル μA は、一般の溶液では溶媒の活量 aA を用いて
{\displaystyle \mu _{\text{A}}=\mu _{\text{A}}^{\circ }+RT\ln a_{\text{A}}}
で表される。ここで R は気体定数、T は絶対温度、μ°A は純溶媒の化学ポテンシャルである。溶質の濃度が十分に低くて溶液を理想希薄溶液とみなせるならば、溶媒の活量 aA を溶媒成分のモル分率 XA で置き換えることができる。そのため理想希薄溶液で起こる蒸気圧降下などの変化は XA だけによって決まり、溶質の化学的な構造には依存しない。存在する溶質分子の数だけに依存する。

## 束一的性質を持つ現象
以下、全ての溶質の質量モル濃度の総和を Σm とする。

### 蒸気圧降下
ラウールの法則とも呼ばれ、純溶媒の蒸気圧を P° とすると、希薄溶液中の溶媒成分の蒸気圧 PA は溶媒成分のモル分率 XA に比例し、次の関係が成立する。
{\displaystyle P_{\text{A}}=P^{\circ }X_{\text{A}}}
溶質がすべて不揮発性である場合は、溶液の蒸気圧 P は溶媒成分の蒸気圧 PA に等しい。

### 沸点上昇
沸点の上昇度 ΔT は Σm に比例する。ここで Kb は沸点上昇定数である。
{\displaystyle \Delta T=K_{\text{b}}\sum m}
この式が成り立つのは、溶質がすべて不揮発性である場合に限られる。

### 凝固点降下
凝固点の降下度 ΔT は Σm に比例する。ここで Kf は凝固点降下定数である。
{\displaystyle \Delta T=K_{\text{f}}\sum m}
この式が成り立つのは、凝固点で析出してくる純溶媒の固体に、溶質が全く溶け込まない場合に限られる。

### 浸透
浸透圧 Π はモル濃度の総和 Σci に比例する。ここで R は気体定数、T は絶対温度である。
{\displaystyle \Pi =RT\sum c_{i}}
この式をファントホッフの式という。
ファントホッフの式を利用すると高分子化合物の数平均分子量を推定することができる。ただし高分子化合物の希薄溶液は理想希薄溶液とはみなせないことが多い。質量濃度の異なる希薄溶液の浸透圧をいくつか測定し、測定結果を質量濃度ゼロの極限に外挿することで数平均分子量を推定する。

## 束一的性質ではない希薄溶液の性質
揮発性の溶質を含む希薄溶液が気相と平衡にあるときには、気相内の溶質 B の分圧 PB は溶液中のモル濃度 cB に比例する。これをヘンリーの法則という。比例係数が溶質の種類に依存するので、ヘンリーの法則は束一的性質ではない。
難溶性物質の飽和溶液は希薄溶液である。難溶性物質の溶解度は溶質の種類に依存するので、束一的性質ではない。同様に、分配係数も束一的性質ではない。